# Краснофлотський (Єйський район)
Краснофло́тський — селище в Єйському районі Краснодарського краю, входить до складу Широчанського сільського поселення.
Розташованний за 3 кілометри південніше міста Єйська.